# Alcibiade primo
L’Alcibiade primo (o Alcibiade I, in greco antico: Ἀλκιβιάδης A?) è un dialogo attribuito a Platone, nel quale Alcibiade ha una conversazione con Socrate. La sua attribuzione a Platone è controversa tra gli studiosi. La datazione del testo è anch'essa variabile, ma viene collocato con buona probabilità nella prima metà del IV secolo a.C.

## Problemi di autenticità e datazione relativa del dialogo
L'attribuzione del dialogo a Platone non è unanimemente accettata dagli studiosi. Sebbene non ci sia totale accordo sulla sua inautenticità, come invece accade per l'Alcibiade secondo, esso presenta vari elementi che stonano: ad esempio l'inusitata arrendevolezza di Alcibiade (che, seppure giustificabile con la giovane età, non ha nulla a che vedere con la sicurezza e l'irragionevolezza dell'Alcibiade del Simposio) e il personaggio di Socrate, che appare sin troppo fedele a sé stesso. C'è una notevole somiglianza, infatti, tra il Socrate quasi stereotipato dell'Alcibiade e quello di Senofonte, che certo non era né si definiva un filosofo.
Il dialogo è ambientato presumibilmente nel 430 a.C., poiché Alcibiade è nato nel 450 a.C. e qui lo si presenta come un giovane appena arrivato alla maggiore età, alla vigilia del suo esordio nella vita politica di Atene. Personalità controversa, Alcibiade fu la rovina di Socrate con le sue follie, a causa di gesti come la mutilazione delle Erme, e il tradimento nei confronti della città, quando si rifugiò a Sparta per evitare il processo conseguente allo scandalo, e da dove poi preparò la rivoluzione oligarchica per rovesciare la democrazia nel frattempo instauratasi. Egli fu stratega in varie battaglie, e morì nel 404 a.C. per opera di un satrapo.

## Contenuto

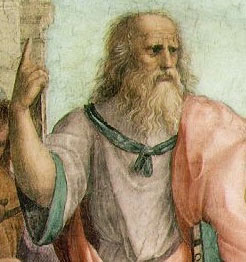
Platone

Il dialogo si apre con le parole di Socrate: egli è innamorato di Alcibiade, giovane bello, ricco e di nobile famiglia, ma il suo daimonion (dèmone interiore) gli ha sempre impedito di rivolgergli la parola; nel frattempo, tutti gli altri pretendenti si sono fatti avanti, ottenendo però solo lo scherno del giovane. In vista del prossimo ingresso di Alcibiade nell'assemblea del popolo, tuttavia, il dèmone gli toglie la sua proibizione.

### La vera sapienza
Alcibiade è determinato a essere coperto di onori come nessuno prima (nemmeno il suo protettore, Pericle) e conquistare il mondo: non accetterebbe di vivere se sapesse che qualcosa gli è precluso. Al suo ingresso nella politica, pertanto, consiglierà subito gli Ateniesi sulle questioni più importanti, come la guerra: quando farla e quando non farla. Socrate gli fa ammettere che il solo campo su cui si possa dare consiglio è quello in cui si è sapienti; ma Alcibiade non ha mai imparato altro che suonare il flauto, scrivere e fare la lotta. Come potrà consigliare gli ateniesi sulla guerra se non conosce nozioni come il giusto o il meglio, fondamento della vita politica? Non può averle imparate da sé come afferma, dato che il motivo che spinge qualcuno a cercare la verità è la cognizione di non sapere: Alcibiade invece non ricorda neanche un minuto della sua vita in cui non sia stato convinto di sapere, neppure da bambino.
Messo alle strette dal ragionamento socratico, Alcibiade ritratta: non ha imparato da sé, e certo non ha avuto un maestro; ha imparato dalla maggioranza delle persone, come tutti. Come in tutta la produzione platonica, Socrate contesta il criterio della maggioranza: la vera sapienza non può essere messa in discussione, perché indubbia. Eppure su nozioni come il giusto, la massa si trova sempre divisa: pertanto, nessuno di loro può essere davvero cosciente di cosa esso sia, altrimenti saprebbe dirlo in maniera che tutti lo riconoscano e ci si attengano.

### L'utile e il giusto

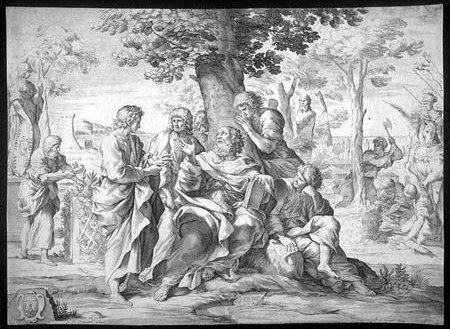
Johann Friedrich Greuter, Socrate e i suoi studenti (XVII secolo)

Alcibiade acconsente a tutte le domande di Socrate; ma alla fine del ragionamento nega le sue affermazioni, e sostiene che sia solo Socrate a concludere che la massa non sa. Questi lo incalza: Alcibiade era d'accordo in ogni punto del ragionamento, pertanto rifiutandolo smentisce sé stesso. Il giovane tenta una scappatoia: gli Ateniesi, quando deliberano dei massimi affari, non s'interrogano mai sul giusto e sull'ingiusto, ma sull'utile e sul dannoso. Socrate gli fa notare che giusto e utile coincidono, e se c'è differenza la si deve spiegare. Ma come, se non conosce il giusto? E anche l'utile non è una nozione che deve aver imparato da qualcuno o scoperto da sé? Eppure Alcibiade non la considera un'argomentazione valida; capriccioso, infantile ed estremamente sicuro di sé stesso, quando gli viene fatto notare un errore in un ragionamento, non accetta che lo si applichi anche ad altro. Socrate, per evitare che egli fugga il discorso, accantona questo passo: non gli importa sapere se egli conosca l'utile; esorta invece Alcibiade a spiegargli la differenza tra utile e giusto. Se può riconoscere questa differenza nell'assemblea, deve essere capace di spiegarlo, come all'assemblea così a Socrate; il giovane ovviamente non riesce a spiegarsi, e deve essere Socrate a guidarlo.
Il giusto e l'utile secondo Alcibiade non coincidono. Se soccorresse un compagno e morisse, farebbe un'azione giusta ma non utile (cioè gli apporterebbe dei mali, in questo caso la morte); d'altra parte egli ritiene la codardia un male supremo, e non accetterebbe di vivere se dovesse farlo con viltà. Anche se morisse, quindi, sarebbe un'azione utile, cioè che apporta dei beni all'anima. Alcibiade conviene che la cosa più importante nella vita sia il vivere bene, e che ciò sia possibile solo essendo giusto: pertanto, il giusto è anche l'utile. La rivelazione, giunta dopo un lungo dialogo, lo sconvolge. Egli non è più certo di nulla di quanto affermasse in precedenza. Socrate lo porta gradualmente a fargli comprendere che il motivo dei suoi sbagli è la presunzione di sapere: su cose che sa di non sapere, come l'arte del navigare, egli non s'intromette, e non rischia di sbagliare. Ma se sbaglia su qualcosa, è perché non sa e credendo di sapere s'intromette: ad Alcibiade non resta che ammettere la propria ignoranza e presunzione.

### Il buon governo
Ma questo non basta a farlo desistere dalle sue idee. Seppur riconosca i suoi difetti, sa che gli altri cittadini e uomini politici sono ignoranti almeno quanto lui, e pertanto le sue doti naturali gli possono bastare per prevaricarli. Socrate contesta: sin dall'inizio del dialogo, Alcibiade ha chiarito che non accetterebbe di vivere sapendo che qualcosa gli sarebbe precluso. E se anche da ignorante potesse contare sulle sue doti naturali per prevaricare gli altri Ateniesi, come potrebbe fare affidamento su di queste per imporsi ai re di Sparta e di Persia? Essi hanno infatti tutte le doti su cui punta Alcibiade: ricchezza, bellezza, discendenza divina in misura molto maggiore del ragazzo, e sin dalla nascita godono di un'educazione sopraffina, che egli non ha avuto. Pertanto non potrà avere la minima speranza di prevaricare su di loro se non educandosi nelle cose in cui gli Ateniesi sono rinomati: sollecitudine e abilità. Socrate gli offre il suo aiuto: egli è sì ignorante, ma guidato dal dèmone può aiutarlo a migliorarsi.

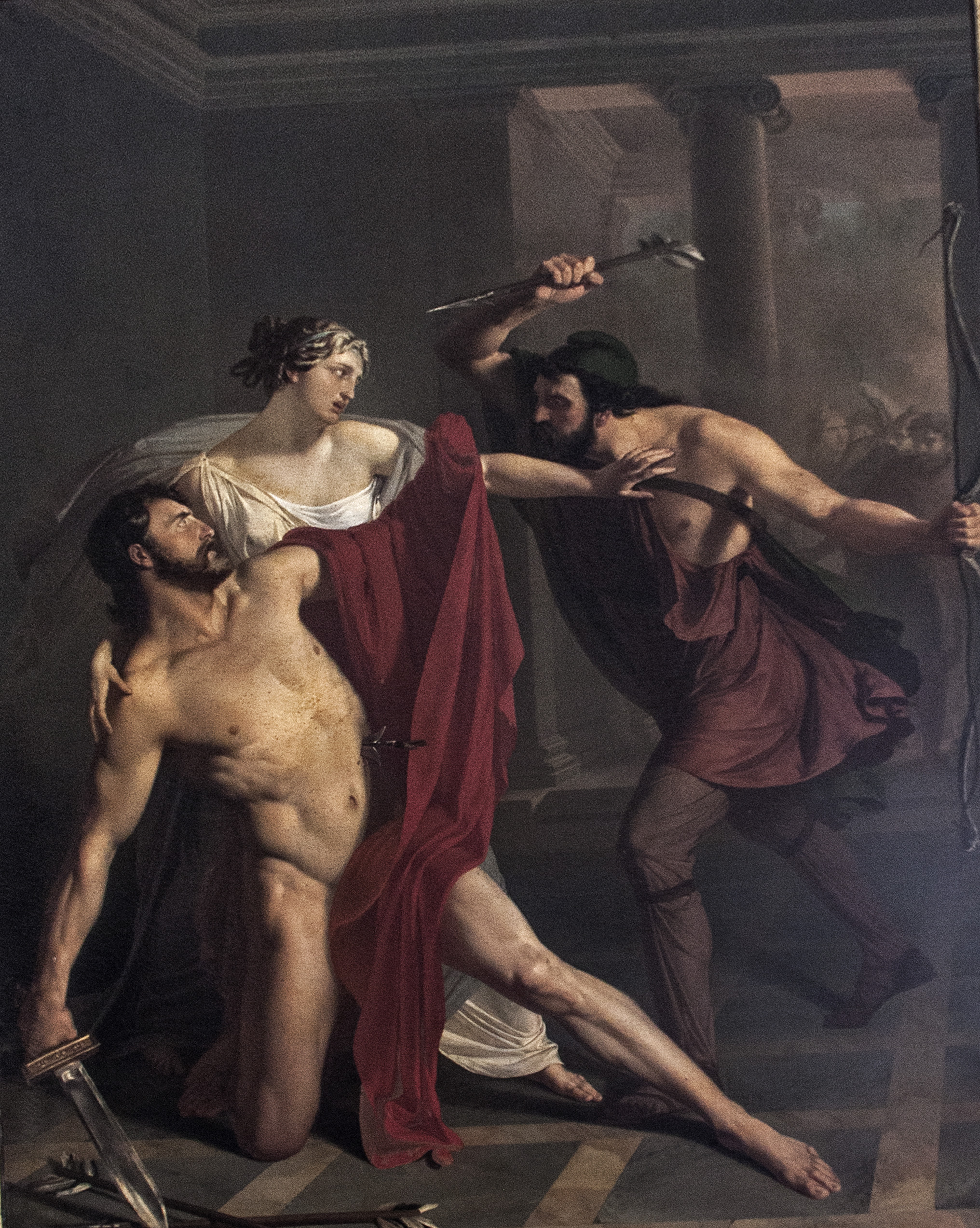
Michele de Napoli, Morte di Alcibiade, 1839, Museo Archeologico Nazionale (Napoli)

Come di consueto nel dialogo socratico, appena stabilito un punto si procede all'esame dello stesso: Alcibiade vuole migliorarsi per essere in grado di governare bene lo Stato, pertanto dovrà sapere cosa rende lo Stato ben governato, in modo da migliorare il lato di sé stesso che gli permetterà di farlo. Dapprima definisce il buon governo come quello in cui non ci siano fazioni e tutti abbiano un rapporto di amicizia. Alla richiesta di precisazioni, Alcibiade definisce l'amicizia come concordia (homónoia). Spesso però gli uomini non sono concordi su cose che non gli competono, ad esempio sulla lavorazione della lana che è un'arte delle donne. Perciò se per Alcibiade l'amicizia è concordia, dobbiamo dedurre che gli uomini non provino affetto per le mogli, nel momento in cui queste tessono la lana. Oltre a suonare assurda, questa idea implica un altro problema: se non c'è concordia quando ognuno fa le cose di sua competenza, ne risulta che uno stato retto dalla concordia è uno stato in cui nessuno può fare quel che gli compete. Alcibiade ritratta confusamente la sua definizione di amicizia, ma è incapace di darne una nuova e lascia anche cadere l'idea che lo stato sia governato dalla stessa.
Qui Socrate gli viene in soccorso: egli deve migliorare, quindi prendersi cura di sé stesso. Per fare questo, deve determinare di cosa si debba prendere cura, cioè conoscere se stesso - il famoso motto socratico ripreso dalla massima scritta sul tempio di Delfi. Il passo successivo è quindi l'ovvia definizione di cosa sia l'uomo: attraverso domande e risposte si arriva all'idea che l'uomo sia colui che si serve del proprio corpo, come il calzolaio si serve delle forbici. Non potendo però essere l'uomo una fusione di anima e corpo, giacché è impossibile che il corpo comandi su sé stesso, l'uomo dovrà forzatamente essere sola anima, e se Alcibiade vuole migliorare deve occuparsi solo della cura di quest'ultima. Per logica, una volta stabilito che Alcibiade deve migliorare la propria anima per ben governare, ne risulta che il buon governo si realizzi quando formato da uomini virtuosi, giacché è indubbio che un'anima ben curata sia piena di virtù. Socrate dichiara il proprio amore nei confronti dell'animo del giovane, e lo persuade che il solo modo per cui un uomo possa guardare (e conoscere, di rimando) la propria anima sia osservandone un'altra, e precisamente la parte in cui dimora la virtù, cioè la conoscenza. Alcibiade capisce perciò che solo stando con Socrate ed osservandone l'anima potrà conoscere la propria e migliorarla.

### I timori di Socrate
Il dialogo si chiude con i timori di Socrate: in maniera profetica, egli teme che Alcibiade non riesca ad arrivare alla virtù, non per proprie mancanze, quanto per «la forza dello Stato». Qui Platone vuole fare un'evidente apologia di Socrate, condannato proprio dallo Stato, e dei suoi insegnamenti. Il tradimento di Atene da parte di Alcibiade, infatti, fu la causa scatenante del processo: poiché Alcibiade (come Crizia) è stato allievo di Socrate, a questi viene imputato di corrompere i giovani. Platone rimarca tuttavia che Alcibiade sia diventato un traditore non perché ha seguito gli insegnamenti di Socrate, ma perché li ha abbandonati, attratto dal potere a lui garantito dallo Stato (e mal sopportando di dover ammettere la propria ignoranza, come gli capitava con Socrate – si veda a proposito il Simposio).